# Gymnobela fulvotincta
Gymnobela fulvotincta is een slakkensoort uit de familie van de Raphitomidae. De wetenschappelijke naam van de soort is voor het eerst geldig gepubliceerd in 1896 door Dautzenberg & Fischer.

## Uiterlijke kenmerken
De slak kan groeien tot een lengte van 25 mm.

## Levenscyclus
Embryo's ontwikkelen zich tot planktonische trocophore-larven en later tot juveniele veligers voordat ze volledig volgroeien.

## Verspreidingsgebied
De Gymnobela fulvotincta is een zeeslak die leeft in de Franse zee en kust.